# Carla Simón

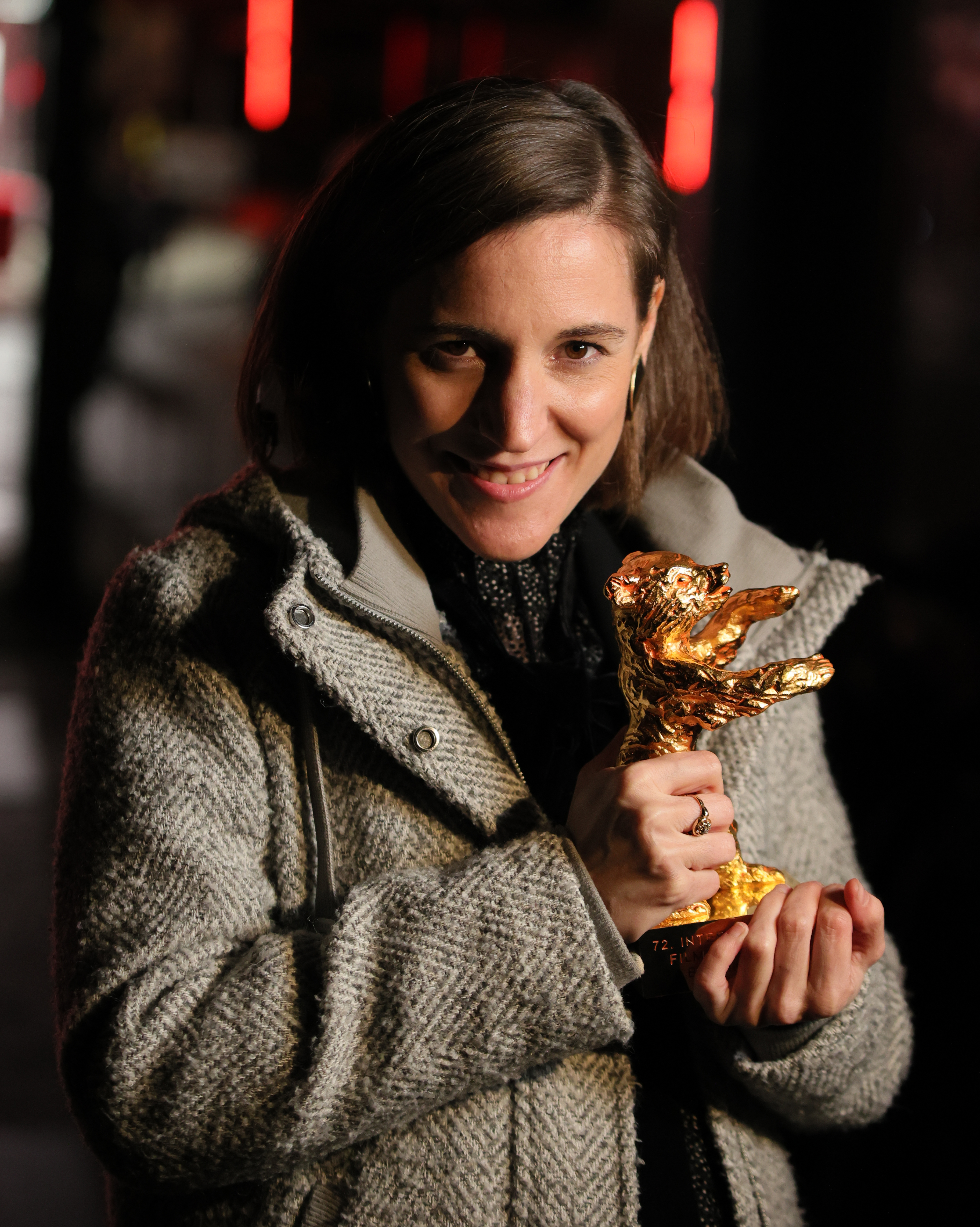
Simón mit dem gewonnenen Goldenen Bären (2022)

Carla Simón (* 29. Dezember 1986 in Barcelona als Carla Simón Pipó) ist eine spanische Filmregisseurin und Drehbuchautorin. Internationale Bekanntheit brachte ihr das autobiografisch geprägte Spielfilmdebüt Fridas Sommer (2017) ein. Ihr zweiter Spielfilm Alcarràs – Die letzte Ernte (2022) gewann den Goldenen Bären der 72. Berlinale.

## Leben und Karriere

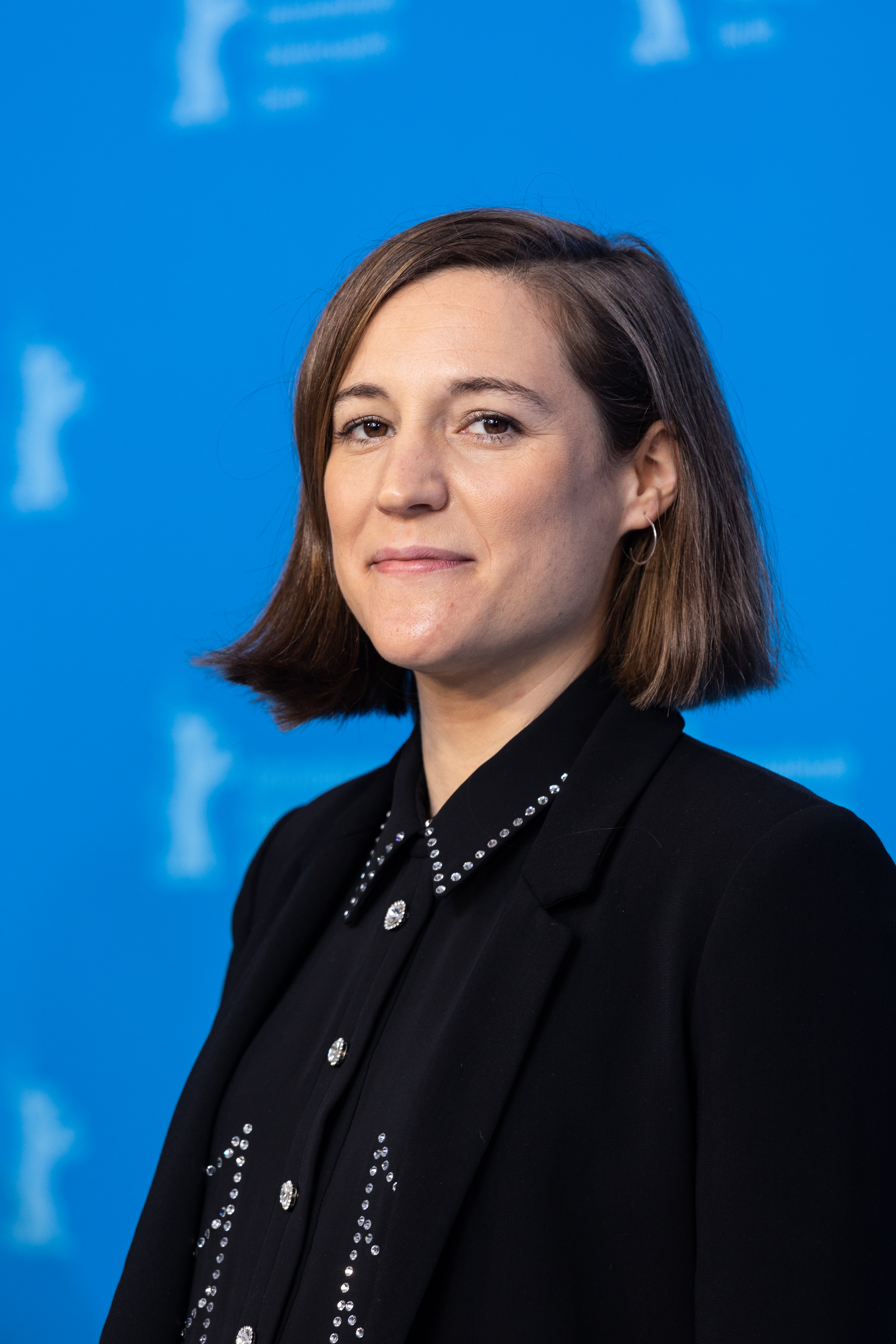
Carla Simón bei der Berlinale 2022

Carla Simón wuchs bei Verwandten in dem katalanischen Dorf Les Planes d’Hostoles (Provinz Girona, Garrotxa) auf, nachdem sie ihre leiblichen, kurz nach Carlas Geburt schon getrennt lebenden Eltern verloren hatte. Sie ist Mitglied einer großen Familie, die sie als Inspiration für ihre Geschichten nutzt. Als Simón drei Jahre alt war, erlag ihr aus Galicien stammender Vater seiner HIV-Erkrankung im Zuge seine Heroinkonsums. Das gleiche Schicksal ereilte ihre Mutter drei Jahre später.
Simón studierte ein Jahr an der University of California. Danach ging sie nach Spanien zurück und begann ein Studium der audiovisuellen Kommunikation an der Autonomen Universität Barcelona. Dort nahm sie auch an einem Kurs in Fernsehregie und im Verfassen von Fernsehdrehbüchern teil. Daran schlossen sich erste Regiearbeiten für TV-Serien sowie Reportagen beim katalanischen Fernsehen an.
Nach dem Erhalt eines renommierten Stipendiums der Obra Social von la Caixa lebte Simón einige Zeit in London, wo sie an der privaten Filmhochschule LFS studierte. Dort entstanden der 18-minütige Dokumentarfilm Born Positive (2012) und der zehnminütige Kurzspielfilm Lipstick (2013), die ihr erste Einladungen auf internationalen Filmfestivals einbrachten. Born Positive stellt drei junge Londoner in den Mittelpunkt, die alle mit HIV geboren wurden, während Lipstick von zwei Geschwistern handelt, die mit dem plötzlichen Tod ihrer Großmutter konfrontiert werden.

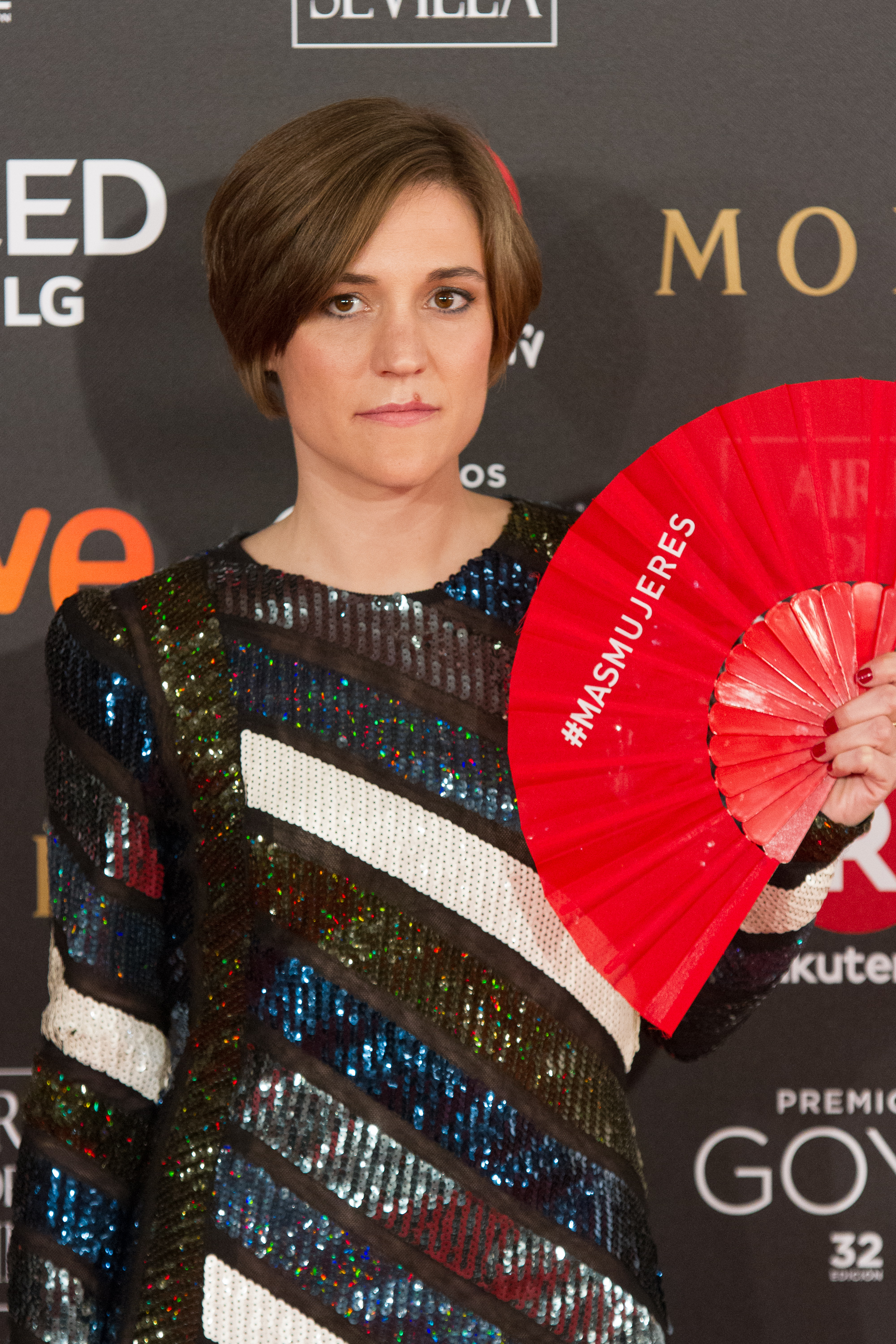
Simón bei der Verleihung des spanischen Filmpreises Goya (2018)

Im Jahr 2015 folgte der 27-minütige Kurzspielfilm Las pequeñas cosas über die schwierige Beziehung einer Mutter zu ihrer kleinwüchsigen Tochter. Für das Drama wurde Simón in den Wettbewerb des Angers European First Film Festival eingeladen. Ein Jahr später entstand der 14-minütige experimentelle Kurzfilm Llacunes (2016), in dem sie die Briefe ihrer toten Mutter Neus Pipó und die Orte entdeckte, an denen sie geschrieben wurden.
Den internationalen Durchbruch als Filmemacherin brachte Simón ihr in katalanischer Sprache gedrehtes Spielfilmdebüt Fridas Sommer (2017) ein. Das Drama handelt von einem 6-jährigen Mädchen (dargestellt von Laia Artigas), das nach dem Tod der Mutter Barcelona verlassen und bei der Familie ihres Onkels auf dem Land aufwachsen muss. Das Werk, inspiriert von Simóns eigenen Kindheitserinnerungen, wurde in der Sektion Generation der Internationalen Filmfestspiele Berlin uraufgeführt und gewann in der Folge über 30 internationale Film- und Festivalpreise. Zu den gewonnenen Auszeichnungen zählten der spanische Filmpreis Goya in der Kategorie Beste Nachwuchsregie, während Fridas Sommer als spanischer Beitrag für eine Oscar-Nominierung als bester fremdsprachiger Film eingereicht wurde.
Nach dem Erfolg ihres ersten Spielfilms inszenierte Simón gemeinsam mit der chilenischen Filmemacherin Dominga Sotomayor den 19-minütigen Dokumentar-Kurzfilm Correspondencia (2020), der über ihre Leben und ihre Arbeit berichtete.
Im Jahr 2022 erhielt sie für ihren zweiten Spielfilm Alcarràs – Die letzte Ernte den Goldenen Bären der 72. Berlinale. Auch dieses Werk drehte sie in katalanischer Sprache und besetzte es mit Laiendarstellern. Ein Jahr später wurde Simon in die Wettbewerbsjury der 73. Berlinale eingeladen.
Im Jahr 2025 erhielt sie für ihren Spielfilm Romería eine Einladung in den Hauptwettbewerb des 78. Filmfestivals von Cannes.

## Filmografie
- 2009: Mujeres (Dokumentar-Kurzfilm)
- 2010: Lovers (Kurzfilm)
- 2012: Born Positive (Dokumentar-Kurzfilm)
- 2013: Lipstick (Kurzfilm)
- 2015: Las pequeñas cosas (Kurzfilm)
- 2016: Llacunes (Kurzfilm)
- 2017: Fridas Sommer (Estiu 1993)
- 2019: Después también (Kurzfilm)
- 2020: Correspondencia (Dokumentar-Kurzfilm)
- 2020: Escenario 0 (Fernsehserie, eine Folge)
- 2022: Alcarràs – Die letzte Ernte (Alcarràs)
- 2025: Romería

## Auszeichnungen
- 2013: Screentest: The National Student Film Festival – Bester Dokumentarfilm (Born Positive)
- 2017: zwei Auszeichnungen bei den Internationalen Filmfestspielen Berlin – Bestes Erstlingswerk, Preis der Internationalen Jury von Generation Kplus – Bester Film (Fridas Sommer)
- 2017: Buenos Aires International Festival of Independent Cinema – Beste Regie (Fridas Sommer)
- 2017: International Istanbul Film Festival – Spezialpreis der Jury (Fridas Sommer)
- 2017: London Film Festival – Sutherland Award, Lobende Erwähnung (Fridas Sommer)
- 2017: Filmfestival Málaga – Bester Film, Bester spanischer Film, Bestes Erstlingswerk, ASECAN Award, SIGNIS Award (Fridas Sommer)
- 2017: Mumbai Film Festival – Golden Gateway Award (Fridas Sommer)
- 2017: Odesa International Film Festival – Bester Film (Fridas Sommer)
- 2017: Premios Fénix – Bestes Drehbuch (Fridas Sommer)
- 2018: Filmfestival von Cannes – Kering Women in Motion Young Talent Award
- 2018: Fotogramas de Plata – Bester spanischer Film (Fridas Sommer)
- 2018: Goya – Beste Nachwuchsregie (Fridas Sommer)
- 2018: Premio ASECAN del Cine Andaluz (Fridas Sommer)
- 2018: Premio del Círculo de Escritores Cinematográficos – Bestes Originaldrehbuch (Fridas Sommer)
- 2018: Premio Días de Cine – Bester spanischer Film (Fridas Sommer)
- 2018: Premio Feroz – Bestes Filmdrama, Beste Regie, Bestes Originaldrehbuch (Fridas Sommer)
- 2018: Premis Gaudí – Bester Film, Beste Regie, Bestes Drehbuch (Fridas Sommer)
- 2018: Premis Sant Jordi de Cinematografia – Bestes Erstlingswerk (Fridas Sommer)
- 2020: Mar del Plata Film Festival – Bester lateinamerikanischer Kurzfilm (Correspondencia)

Darüber hinaus gewann ihr Spielfilm Alcarràs den Goldenen Bären der 72. Berlinale, der aber offiziell den Produzenten des Films zuerkannt wird.